# Kasabian

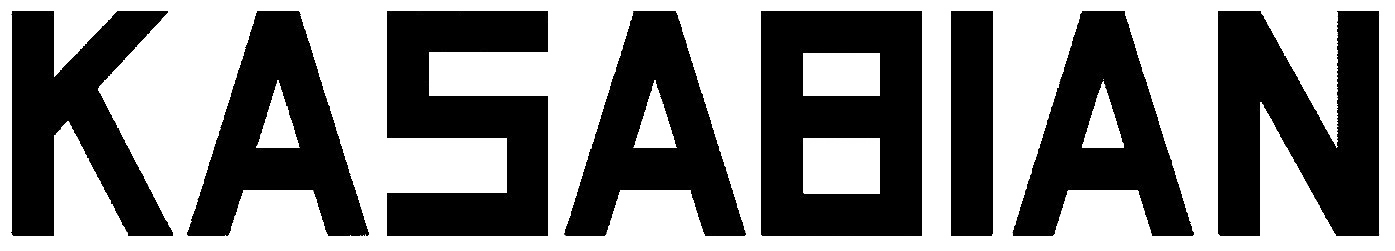
Logoul formației

Kasabian este o formație engleză de rock alternativ, fondată în anul 1997 în Leicester. La fondare, componența trupei îi cuprindea pe Tom Meighan (voce), Sergio Pizzorno (chitară, clape, voce de fundal și ocazional voce), Chris Edwards (bas) și Chris Karloff
(chitară). Acestora li s-a alăturat, în 2005, bateristul Ian Matthews, dar
alcătuirea a suferit modificări în următorul an, când Karloff a părăsit grupul.
Formula s-a menținut până în 2020, când Meighan a părăsit trupa.  
Până în prezent, formația a lansat șase albume de studio: Kasabian (2004), Empire (2006), West Ryder Pauper Lunatic Asylum (2009), Velociraptor! (2011), 48:13 (2014) și For Crying Out Loud (2017). Muzica acesteia a fost descrisă ca fiind un amestec între trupele engleze The
Stone Roses, Happy Mondays și Oasis și grupul scoțian Primal Scream. 
Grupul se bucură de apreciere din partea criticii, câștigând, în anul 2007, premiul
pentru “Cea mai bună trupă live” din partea revistei NME , distincția de “Cea
mai bună trupă din ziua de azi” din partea revistei Q în anii 2010 și 2014, un
premiu pentru prestațiile live tot din partea Q, în anul 2014 și un premiu Brit
Award pentru “Cea mai bună formație britanică”,obținut în 2010.  De laude s-au bucurat și concertele trupei,
cel mai faimos fiind cel de la festivalul Glastonbury, din anul 2014, unde au servit drept cap de afiș.

## Începuturi (1997-2003)

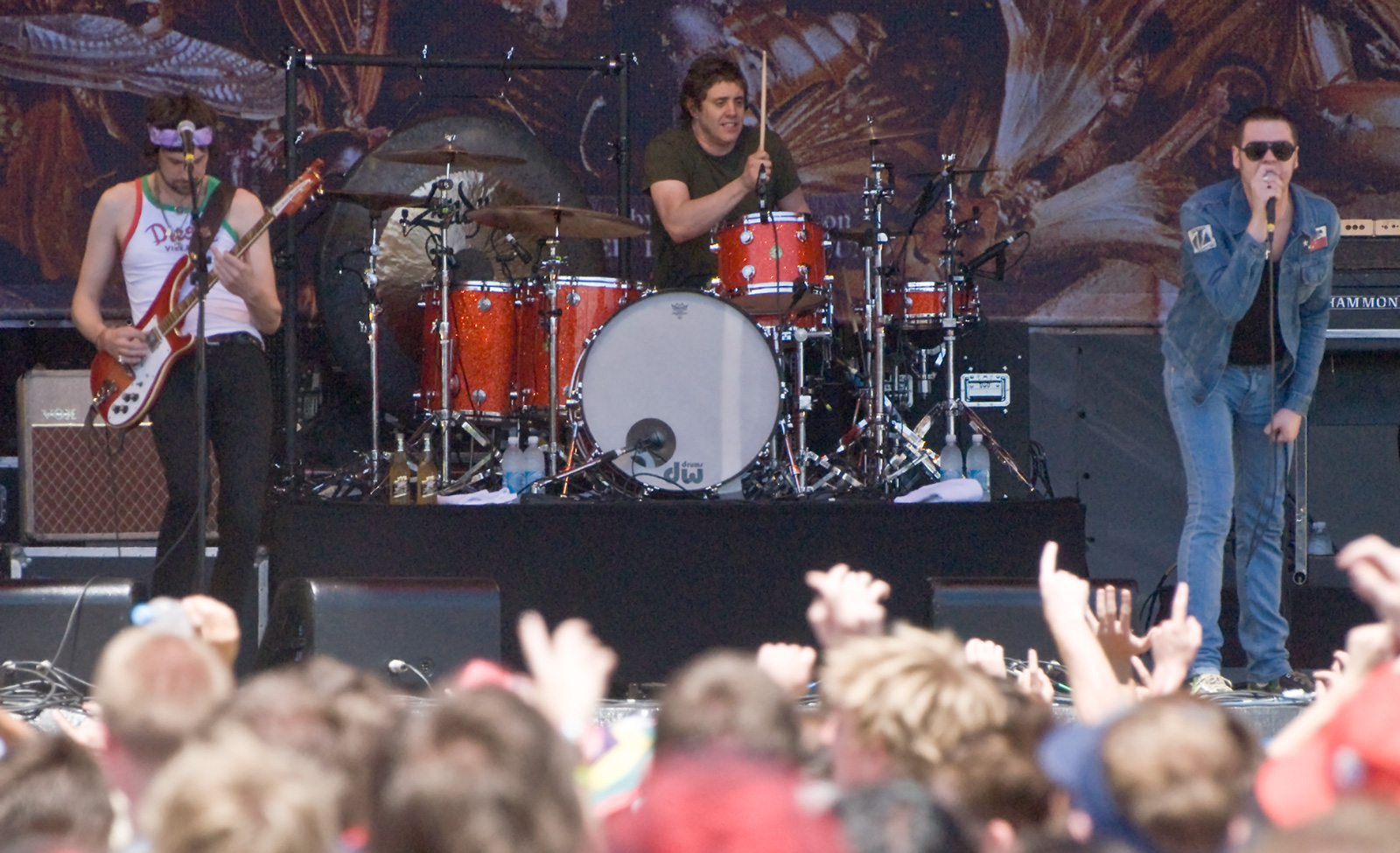

Bazele grupului au fost puse de către Pizzorno, Edwards și Meighan, în timp ce aceștia erau elevi ai Countesthorpe Community College din Leicester. Acestora li s-a alăturat chitaristul local Chris Karloff, iar numele ales inițial a fost Saracuse. Primul concert al cvartetului a avut loc în septembrie 1997, în clubul The Shed, din orașul de origine al grupului, însă prima apariție publică a celor patru este considerată a fi concertul din Vipers Rugby Club, din Whetstone, organizat pe data de 20 decembrie 1998, cu ocazia celei de-a optisprezecea aniversări a lui Chris Edwards. EP-ul demo al trupei a apărut patru zile mai târziu, pe 24 decembrie.
Ulterior, la sugestia lui Karloff, muzicienii își vor schimba numele în Kasabian, după numele Lindei Kasabian, o membră a clanului condus de criminalul în serie american Charles Manson, cunoscută pentru faptul că a servit drept șofer al sectei în cadrul uciderilor cunoscute în criminalistică drept crimele Tate-LaBianca.
De asemenea, Kasabian este și un nume de familie armean, care, în traducere, înseamnă „măcelar”. Vezi și arabicul qassab și românescul casap.

## Albumul de debut (2004-2005)
După semnarea unui contract cu casa de discuri Sony BMG în anul 2003, cei patru artiști s-au retras la o fermă din comitatul Rutland pentru a evita să fie deranjați în timp ce lucrau la primul lor album. Primul rezultat al muncii a venit în forma versiunii demo a cântecului Processed Beats, lansată în octombrie 2003, însă ,oficial, single-ul de debut al grupului este considerat Reason Is Treason, lansat în februarie 2004. Consacrarea a fost adusă însă de Club Foot, melodie apărută în mai 2004 și prima lansare oficială a trupei care s-a bucurat de o clasare în cadrul UK Singles Chart, ajungând până pe locul 19.
L.S.F. sau L.S.F.(Lost Souls Forever) a urmat în august 2004, depășind succesul predecesorului său, ajungând să se claseze până pe poziția a zecea a clasamentului britanic.
Pe 6 septembrie 2004 apare albumul de debut al trupei, Kasabian, co-produs de Jim Abbiss, anterior cunoscut pentru producția la albumul Sleeping With Ghosts de la Placebo. Cea mai bună clasare a albumului a fost pe locul al patrulea din UK Singles Chart.
Versiunea de pe album a Processed Beats a fost lansată pe 18 septembrie, în același an. Cutt Off, ultimul single de pe album, a fost lansat în ianuarie 2005. Tot în același an, grupul beneficiază de o primă apariție la festivalul Glastonbury, pe una din scenele secundare.
Un alt eveniment marcant a fost reprezentat de cooptarea oficială a lui Ian Matthews ca baterist al trupei, după ce acesta îi însoțise în turneu. Anterior, Matthews mai colaborase cu cvartetul din Leicester pentru piesele Processed Beats, Butcher Blues, Orange și Ovary Stripe de pe albumul de debut.
Turneul de promovare al primului material discografic s-a încheiat cu o serie de concerte în America de Nord, unde aceștia au cântat în deschidea celor de la Oasis.

## Modificarea componenței șiEmpire(2006-2007)
Al doilea material al trupei a fost înregistrat între decembrie 2005 și februarie 2006 în studiourile Rockfield din Țara Galilor și a beneficiat, la fel ca și precedentul , de producția grupului și a lui Jim Abbiss. Spre deosebire de albumul de debut, în cadrul căruia versurile au fost scrise împreună de către Sergio Pizzorno și Chris Karloff, numai trei cântece din cele unsprezece au fost scrise în colaborare de către cei doi, și anume Empire, By My Side și Stuntman, lăsându-se astfel principalul aport liric în seama primului.
În iulie 2006 a fost anunțată despărțirea oficială a grupului de Karloff. Motivele invocate au fost „diferențele artistice și creative” întâmpinate de către cele două părți în crearea celui de-al doilea album. Acesta a fost înlocuit, din primăvara lui 2006, în cadrul prestațiilor live, de către muzicianul american Jay Mehler.
Data de 28 august 2006 a marcat lansarea celui de-al doilea album al trupei, numit Empire, după cuvântul folosit de grupul celor patru pentru a descrie ceva ce este „uimitor” sau „foarte bun”. Discul, care a fost descris de către trupă ca fiind mai puțin psihedelic, dar mai personal decât cel care le-a deschis cariera, a debutat pe prima poziție a UK Albums Chart și a beneficiat de trei singleuri: piesa eponimă, lansată în iulie 2006, Shoot the Runner, lansată în noiembrie 2006 și Me Plus One, primul single care îl are la voce pe Pizzorno, în ianuarie 2007.
Turneul de promovare a materialului a fost deschis de către un concert în Mexico City, în mai 2006, și s-a încheiat la sfârșitul anului 2007 în Edinburgh, Scoția. Printre țările vizitate pentru prima oară de către cvartet în cadrul acestui turneu s-au numărat Turcia, Noua Zeelandă, Mexic, Serbia, Brazilia, dar și România, unde au susținut un concert în cadrul primei zile a primei ediții a festivalului B'Estival, devenit ulterior B'Estfest, pe data de 29 iunie 2007.

## West Ryder Pauper Lunatic Asylum(2008-2010)
Ca reacție la perioada foarte scurtă de timp în care Empire a fost definitivat, procesul de creație pentru al treilea efort discografic al trupei s-a extins de-a lungul anului 2008, în timp ce înregistrările au fost efectuate atât în Leicester, orașul natal al trupei, cât și în Statele Unite, mai precis în studiourile Orangutan din Greensboro,Carolina de Nord și Lookout din San Francisco, California. Producătorul ales pentru al treilea disc a fost muzicianul american de hip hop Dan Nakamura, mai cunoscut sub pseudonimul Dan the Automator, responsabil pentru primul album al trupei Gorillaz.
Primul cântec la care publicul a avut acces a fost Vlad the Impaler, care a putut fi downloadat de pe site-ul oficial al trupei între 31 martie și 3 aprilie 2009, însă primul single oficial al celui de-al treilea material discografic, Fire, a fost lansat pe 1 iunie 2009. Fire a devenit, la scurt timp de la lansare, cel mai bine clasat cântec al trupei în cadrul UK Singles Chart, debutând pe locul al treilea.
La patru zile de la prima lansare oficială a apărut și al treilea album Kasabian, West Ryder Pauper Lunatic Asylum, denumit după un grup de spitale de psihiatrie construite în vestul comitatului englez Yorkshire în anii 1880, și anume West Riding Pauper Lunatic Asylum. Într-o declarație pentru site-ul revistei NME, chitaristul Sergio Pizzorno a afirmat că albumul nu este despre locul în sine, de vreme ce auzise numele într-un documentar, dar că a ales titlul strict din punct de vedere estetic și datorită senzațiilor evocate.
West Ryder Pauper Lunatic Asylum a devenit al doilea material al cvartetului care a dobândit prima poziție în UK Albums Chart și a marcat o perioadă de aprecieri din partea criticii, câștigând premiul pentru Albumul anului din partea revistei Q în octombrie 2009 și fiind nominalizat la Mercury Prize.
După Fire, singleurile de promovare care au urmat au fost Where Did All the Love Go?, lansat în august 2009, Underdog, în luna octombrie a aceluiași an, și Vlad the Impaler, în februarie 2010.

## Velociraptor!(2011-2012)
Demourile pentru cel de-al patrulea material au fost finalizate în primăvara anului 2010, însă lucrările propriu zise au început în toamnă, în Leicester, după ce grupul a terminat de promovat cel de-al treilea efort discografic. În luna noiembrie au colaborat cu Orchestra Metropolitană din Londra, iar vocile au fost puse la începutul anului 2011 în San Francisco, unde materialul a fost și mixat de către Dan the Automator.
Velociraptor! și Switchblade Smiles au fost primele piese care au fost cântate live, ambele făcându-și debutul la începutul turneului de promovare, în cadrul concertelor susținute de trupă în Marea Britanie. Switchblade Smiles a devenit disponibilă pentru download în iunie 2011, prin pre-comandarea albumului.
Days are Forgotten a devenit primul single oficial de pe al patrulea material de studio al cvartetului, fiind lansat în august 2011, iar albumul, numit Velociraptor!, a fost lansat pe 19 septembrie 2011, devenind al treilea album Kasabian care ocupă prima poziție în cadrul clasamentului britanic. Grupul a susținut că numele a fost ales ori pentru că sună bine, ori după afinitatea pentru dinozaurii cu același nume, care obișnuiau să vâneze în grupuri, iar folosirea semnului, după titlu, a fost justificată de către designerul copertei, Aitor Thorup, care, la auzul acestuia, a susținut că titlul trebuie să fie exclamat.
În continuarea promovării albumului au mai fost lansate 3 singleuri, și anume Re-Wired în noiembrie 2011, Goodbye Kiss, în februarie 2012 și Man of Simple Pleasures, lansat în mai 2012. Au existat și alte piese care au beneficiat de videoclipuri, fără însă a fi lansate ca single-uri, și anume Switchblade Smiles, B-side-ul lui Goodbye Kiss, numit Narcotic Farm și Neon Noon.
Turneul de promovare a început în iunie 2011, concomitent cu sezonul festivalurilor europene, și s-a încheiat în noiembrie 2012. În cadrul acestuia au fost vizitate, pentru prima oară, țări ca Rusia, Norvegia, Singapore, Emiratele Arabe Unite, Suedia, Norvegia, Grecia și Slovacia. A fost marcată și o revenire, după șase ani, pe continentul nord-american, printr-un turneu în primăvara lui 2012 în Statele Unite ale Americii și Canada. România a fost inclusă în cadrul turneului, fiind vizitată în august 2011, când cvartetul a performat la festivalul Peninsula.
De asemenea, concertele de promovare ale acestui album au fost și ultimele cu Jay Mehler, chitaristul încheindu-și colaborarea cu cvartetul în anul 2012 pentru a se alătura trupei conduse de Liam Gallagher, Beady Eye. Locul său în cadrul prestațiilor live va fi preluat de Tim Carter începând cu anul 2013.

## 48:13(2013-2015)
Pe data de 13 noiembrie 2013 a fost postat un clip pe canalul oficial de Youtube al trupei în care era anunțat faptul că Pizzorno lucra de șase luni la un nou material.. Într-un interviu acordat revistei QRO două săptămâni mai târziu, basistul Chris Edwards a confimat că albumul va fi produs de către chitarist, care fusese și co-producător pe Velociraptor!.
La 4 aprilie 2014, Meighan și Pizzorno au apărut, îmbrăcați in salopete albe, în fața unui zid aparținând artistului și designerului Aitor Thorup, pe care l-au vopsit în roz și pe care au pictat în negru cifrele 48:13. Pe 28 aprilie 2014, cei patru au anunțat că noul material se va lansa în luna iunie și că titlul va fi chiar 48:13, după durata acestuia.
Primul single lansat de pe cel de-al cincilea material discografic a fost eez-eh, apărut pe 29 aprilie 2014. Videoclipul pentru aceată piesă a fost regizat de către Thorup, și cuprinde, printre altele, și o apariție a actriței suedeze Noomi Rapace.
În august a apărut al doilea extras de pe album, bumblebeee, urmat de bow, care a fost lansat numai în Italia, în octombrie, și, într-un final, stevie, lansat în luna noiembrie. 
Turneul de promovare al albumului a început pe 30 aprilie 2014, în Paris, Franța și s-a terminat pe 29 august 2015 în Zurich, Elveția . Acesta a cuprins, printre altele, apariția drept cap de afiș la festivalul Glastonbury, prezența în cadrul iTunes Festival, în cadrul căreia a fost cântat primul material discografic în întregime, cu ocazia aniversării unui deceniu de la lansarea acestuia, prime apariții în țări precum Belarus, Letonia, Chile, Argentina, Paraguay, Columbia, Peru și Bulgaria. A fost marcată și o a treia vizită a cvartetului în România, pe data de 9 august 2015, în cadrul festivalului Summer Well.

## For Crying Out Loudși plecarea lui Meighan (2016 - prezent)
Pe 8 septembrie 2016 a fost confirmată apariția unei piese noi a grupului, Comeback Kid. Aceasta urma sa fie inclusă pe coloana sonoră a jocului video FIFA 17. 
În martie 2017 a fost dezvăluit numele celui de-al șaselea material discografic al grupului: For Crying Out Loud. Coperta sa era compusă dintr-o poză a tehnicianului de chitară al trupei, Rick Graham. Albumul a fost lansat în mai 2017 și a devenit al cincilea material discografic al trupei care ajunge pe locul 1 în Marea Britanie.
For Crying Out Loud a fost promovat printr-un turneu mondial care a inclus și o apariție in calitate de cap de afiș la festivalul Reading and Leeds. El a beneficiat de cinci single-uri: You're in Love with a Psycho, Are You Looking for Action?, Ill Ray (The King), Bless This Acid House și Comeback Kid.
În iulie 2020, grupul a anunțat plecarea vocalistului Tom Meighan. Despărțirea celor două părți - produsă de comun acord - a avut drept cauză problemele cu legea ale acestuia: Meighan a recunoscut,  în fața unei curți judecătorești, că și-a bătut fosta logodnică de față cu copilul lor. El a fost obligat să efectueze 200 de ore în folosul comunității.În octombrie 2020, membrii rămași au lansat un comunicat public prin care au confirmat că plecarea lui Meighan este permanentă și că acesta a fost revocat din funcțiile pe care le deținea în companiile care organizau turneele trupei și se ocupau de vânzarea de merchendise.
Pe 28 mai 2021, Kasabian au anunțat că vor susține un turneu în Regatul Unit în luna octombrie. De asemenea, ei au confirmat că Pizzorno este solistul trupei și că Tim Carter a devenit membru deplin al grupului. Noua formulă a trupei și-a făcut debutul live pe 13 octombrie în Glasgow.ALYGATYR, prima piesă lansată de grup după plecarea lui Meighan, a apărut pe 26 octombrie 2021.
Pe 6 mai 2022, trupa a lansat SCRIPTVRE, a doua piesă în noua formulă. Într-un interviu pentru publicația britanică de muzică NME, Sergio Pizzorno a dezvăluit că următorul album al trupei, The Alchemist's Euphoria, va fi lansat pe 5 august 2022.

## Discografie
Albume de studio
- Kasabian (2004)
- Empire (2006)
- West Ryder Pauper Lunatic Asylum (2009)
- Velociraptor! (2011)
- 48:13 (2014)
- For Crying Out Loud (2017)
- The Alchemist's Euphoria (2022)
- Happenings (2024)